# VLT de Cuiabá
El VLT - Cuiabá es un sistema de metro de superficie que pretendía ser implantado en la región Metropolitana de Cuiabá, en Mato Grosso. El modelo fue presentado por el Gobierno del Estado como alternativa para mejorar la movilidad urbana en la Región Metropolitana, durante y después de la Copa del Mundo FIFA de 2014. Sin embargo debido a los retrasos sus primeros tramos se pospondrían en principio a diciembre de 2014.
El sistema VLT (Tren ligero) tendría 22,2 km de extensión dividido en dos líneas, la primera línea sería implantada uniendo el Centro Político Administrativo (CPA), en Cuiabá al Aeropuerto Internacional Marechal Rondon, en Várzea Grande, y la segunda línea uniría la Región de Coxipó al Centro Sul, ambas en Cuiabá. El sistema pretendía tener 32 estaciones y un coste estimado en 1.400 millones de reales.
Sin embargo, la obra nunca fue terminada y supuso gran cantidad de sobrecostes. Se convirtió en uno de los mayores escándalos en cuanto a obras públicas de Brasil.
En 2021 comenzó a ser desmontadopor el gobierno de Mato Grosso.

## Datos del VLT
El VLT cuiabano prevé un sistema con 40 composiciones de 44 metros cada una. Cada una de estas composiciones podrá transportar hasta 71 pasajeros sentados. Con una composición en tráfico por estación con un intervalo de 3 minutos, en las horas punta, habrá una demanda de hasta 8.000 pasajeros. La tarifa prevista, según el gobierno, es de 1,75 reales con un coste actualizado en septiembre de 2012. Cada una de las estaciones deberá recibir un módulo de integración con el transporte colectivo tradicional (autobús).
Según el equipo técnico de la Secopa, el VLT convivirá con el tráfico en una vía prioritaria, pero deberá respetar la señalización. El nuevo sistema prevé la instalación de señales para sincronizarse con el tráfico normal de vehículos. Así, el VLT tendrá prioridad de tiempo en los semáforos. Un sistema matemático calculará el tiempo para que las composiciones modifiquen su velocidad y ejecuten los cruces de vías sin necesidad de pararse.

## Tabla del sistema
| Línea | Terminales       | Extensión (km) | Estaciones | Duración de los viajes (min) | Funcionamiento |
| ----- | ---------------- | -------------- | ---------- | ---------------------------- | -------------- |
| 1     | Aeropuerto ↔ CPA | 15             | 22         | ------                       | En Obras       |
| 2     | Centro ↔ Coxipó  | 7,2            | 11         | ------                       | En Obras       |